# Nicolás de Olea
Nicolás de Olea (Lima, 12 de septiembre de 1635 -ibíd., 27 de marzo de 1705) fue un filósofo jesuita peruano.
Hijo de Domingo de Olea y Constanza de Aguinaga y de la Roca. Hizo estudios de Artes en el Colegio Real de San Martín, y luego de iniciados sus estudios de Teología en la Universidad de San Marcos en 1651, decidió ingresar a la Compañía de Jesús en 1652, por lo cual concluyó sus estudios para sacerdote en el Colegio Máximo de San Pablo de Lima, al terminar sus estudios defendió conclusiones teológicas en una actuación pública dedicada al Virrey Alba de Liste.Formuló sus tres votos de jesuita en 1658.
Fue profesor de Gramática y Humanidades en el Colegio Real de San Martín.
Fue trasladado al Colegio San Bernardo del Cuzco, donde fue Prefecto de Estudios y desarrolló la cátedra de Prima de Teología. Allí aprendió la lengua quechua e hizo su segunda profesión en 1659. Volvió a Lima como profesor y Prefecto de Estudios en el Colegio Real de San Martín.
De 1682 a 1686 acompañó como Consultor al Provincial jesuita Martín de Jaúregui a los diferentes establecimientos jesuitas de la Provincia del Perú.
Fue Rector del Colegio Máximo de San Pablo de Lima de 1692 a 1695, del Colegio de San Bernardo del Cuzco de 1695 a 1698 y del Noviciado de 1698 a 1701.
Regresó luego a profesor del Colegio Máximo de San Pablo donde enseñó Gramática; Artes y Teología.
Es considerado filósofo escolástico, seguidor de las ideas de Santo Tomás de Aquino, sin embargo con la amplitud mental suficiente para citar a Tomás Campanella, Giordano Bruno, Tycho Brahe y otros autores.
Introduce la filosofía de René Descartes en el Perú.

## Obras
- Panegírico a Diego Benavides de la Cueva.
- Compendium universiveteris,1675.
- Manual de Filosofía,1687.
- Curso de Artes,1693.
- Summa Tripartita Scholasticae Philosophiae sive Cursus philosophicus en Logicam,Phisicam et Metaphisicam,Aristotelis ,2 volúmenes,1693,1694.
- Resoluciones Morales y Absolución de Dudas.
- Informe sobre la fundación del monasterio de Jesús María.
- Declaración de las constituciones de la real y militar orden de Nuestra Señora de la Merced.
- Memorial de la vida del padre Juan de Alloza .